# Dienst (economie)
Een dienst is een transactie waarbij een niet-fysiek product wordt geleverd. Zowel goederen als diensten worden in de economie vaak aangeduid als producten. 
Diensten zijn uiteenlopend van aard. Enkele voorbeelden zijn:
- de behandeling van een patiënt (arts)
- het afgeven van een "legal opinion" (advocaat)
- het opstellen van de jaarrekening (accountant)
- het opstellen van een testament (notaris)
- het repareren van een auto (garage)
- het repareren van een waterleiding (loodgieter)
- het opleiden van leerlingen/studenten (docent)

Bij veel van deze diensten worden ook goederen geleverd: de arts levert medicijnen en verbandmateriaal, de automonteur levert onderdelen.

## Kenmerken van diensten
Er zijn belangrijke verschillen tussen goederen en diensten. Voor diensten geldt:
- Niet tastbaar, ongrijpbaar, onstoffelijk; bijvoorbeeld een knipbeurt bij de kapper.
- Vluchtig, vergankelijk, een dienst moet afgenomen worden op het moment van productie. Een voorbeeld is een bioscoopkaartje, dat verlopen is als de houder ervan niet tijdig in de bioscoop arriveert. De dienstverlening heeft dan al plaatsgevonden. Een ander voorbeeld is een consult, bijvoorbeeld bij de huisarts, dat meestal op een bepaald tijdstip staat gepland. Vanuit de producent gezien is het niet mogelijk om voorraden op te bouwen; leegstand (zoals lege hotelkamers) en leegloop van een werknemer door gebrek aan vraag op een bepaald tijdstip kunnen niet worden ingehaald, verloren tijd is voor altijd verspild. Voor een efficiënte bedrijfsvoering zijn daarom noodzakelijk: goede planning van de dienstverlening via bijvoorbeeld voorverkoop, reserveringen of behandelafspraken, het hanteren van openingstijden en/of het accepteren van wachtrijen of wachttijden. Andere oplossingen zijn het managen van de vraag (zoals diensten duurder maken in piek-uren en goedkoper in dal-uren, zoals in Nederlandse treinen wel gebeurt, zie Dalurenkorting in het Nederlands openbaar vervoer) en het aanbod (in piek-uren extra part-time krachten en/of ook backoffice personeel inzetten aan de balie, terwijl die laatsten in de rustige uren onderhoud en administratieve taken uitvoeren).
- Productie, levering en consumptie vallen vaak samen, ze vinden plaats op hetzelfde tijdstip, dit wordt ook wel interactieve consumptie genoemd. Er is meestal medewerking van de klant vereist, zoals de juiste informatie geven tijdens een consult, inspanningen leveren tijdens een opleiding, op tijd bij een voorstelling verschijnen of zelf online gegevens invoeren in een aanvraagformulier.
- Heterogeniteit in kwaliteit van de geleverde dienst: eenzelfde soort dienst kan in de uitvoering sterk verschillen, zowel tussen bedrijven, als binnen bedrijven (de éne kapster is de andere niet) en in de loop van de tijd door dezelfde medewerker (die zijn dag niet had). Dit bemoeilijkt de keuze voor de afnemer: welke leverancier kan hij/zij het beste kiezen? De afhankelijkheid van de personen die de dienst uitvoeren is dus groot, en de standaardisatie van diensten is lager dan die van goederen. Diensten onderscheiden zich daarom, met enkele belangrijke uitzonderingen, van goederen door een hogere risicoperceptie bij klanten en de leverancier moet een extra accent leggen op marketing, personeel en sociale vaardigheden.

## Prijzen van diensten
De prijs van een dienst kan gebaseerd worden op het aantal bestede uren, populair ook bekend als het uurtje-factuurtje-principe. Andere wijzen waarop de beloning bepaald kan worden, zijn vaste tarieven voor bepaalde diensten, no cure, no pay (slechts betaling indien het probleem is opgelost) of een percentage van de transactie, omzet of winst die door de dienst gerealiseerd wordt.

## Zie vooral ook
- Dienstenmarketing
- Dienstverlening
- Tertiaire sector